# Quaqtaq Airport
Quaqtaq Airport är en flygplats i Kanada.   Den ligger i regionen Nord-du-Québec och provinsen Québec, i den östra delen av landet, 1 800 km norr om huvudstaden Ottawa. Quaqtaq Airport ligger 30 meter över havet.
Terrängen runt Quaqtaq Airport är platt. Havet är nära Quaqtaq Airport åt nordväst. Trakten runt Quaqtaq Airport är nära nog obefolkad, med mindre än två invånare per kvadratkilometer.. Närmaste större samhälle är Quaqtaq, 1,5 km söder om Quaqtaq Airport. 
Trakten runt Quaqtaq Airport består i huvudsak av gräsmarker.